# František Němec (Schauspieler)

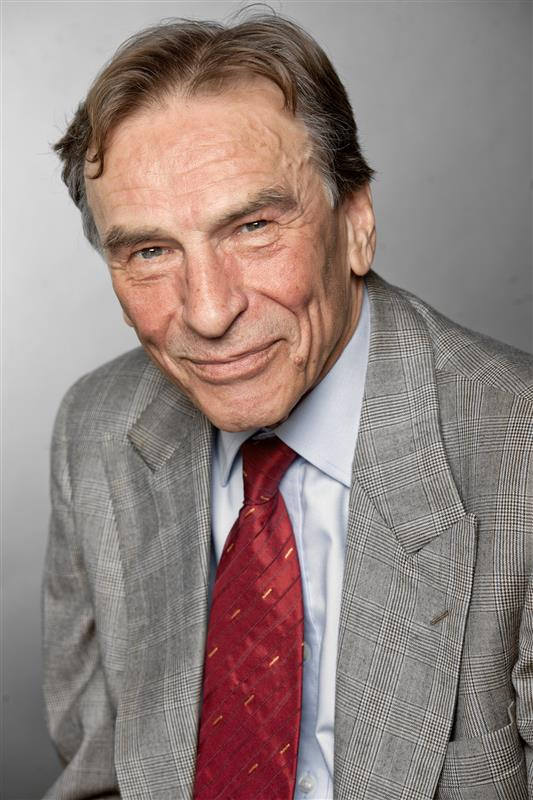
František Němec, 2013

František Němec (* 9. August 1943 in Sezimovo Ústí) ist ein tschechischer Film-, Fernseh- und Theaterschauspieler.

## Karriere
Nach dem Oberschulabschluss studierte Němec von 1960 bis 1964 in Prag an der Akademie der musischen Künste. Anschließend übernahm er zahlreiche Rollen am Stadttheater in Prag, an dem er bis 1982 tätig war. Danach wechselte er an das Nationaltheater. Gleichzeitig übernahm er auch mehrere Rollen in Film und Fernsehen.
Dem deutschen Publikum wurde er vor allem durch seine Rolle als Vater Luboš in den 1977 und 1978 entstandenen Kinderfilmen Wie man einem Wal den Backenzahn zieht und Wie man den Vater in die Besserungsanstalt bekommt und durch seine Auftritte als Dr. Rehor in der Fernsehserie Das Krankenhaus am Rande der Stadt bekannt.

## Filmografie (Auswahl)
- 1961: Černobílá Sylva
- 1963: Transport aus dem Paradies (Transport z ráje)
- 1975: Der Tag, der die Welt veränderte (Atentat u Sarajevu)
- 1976–1980: Die Kriminalfälle des Majors Zeman (30 případů majora Zemana)
- 1977: Wie man einem Wal den Backenzahn zieht (Jak vytrhnout velrybě stoličku)
- 1978: Wie man den Vater in die Besserungsanstalt bekommt (Jak dostat tatínka do polepšovny)
- 1978–1981: Das Krankenhaus am Rande der Stadt (Nemocnice na kraji města)
- 1990: Das Ohr (Ucho)
- 1994: Die Tierklinik am Rande der Stadt (O zvířatech a lidech) (Fernsehserie)
- 1999: Alle meine Lieben (Všichni moji blízcí)
- 2000: Einzelgänger (Samotáři)
- 2000: Der Abituriententag (Sjezd abiturientů)
- 2001: Die Auferstehung (Resurrezione)
- 2003: Das Krankenhaus am Rande der Stadt – 20 Jahre später (Nemocnice na kraji města po dvaceti letech)
- 2017: Der arme Teufel und das Glück (Nejlepší prítel)